# Nymphaea alba

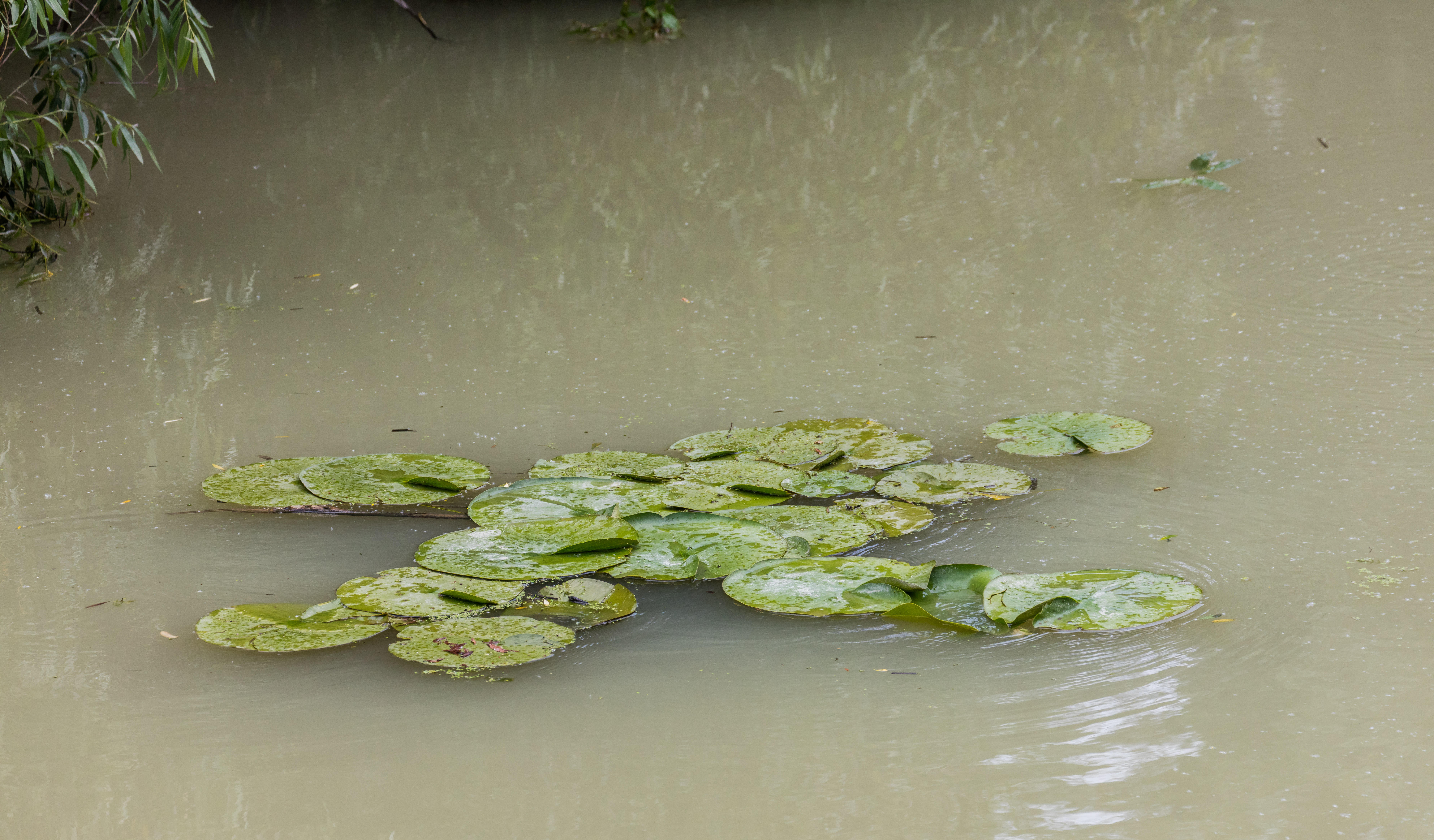
Nymphaea alba en el delta del Danubio, Rumanía.

El nenúfar blanco europeo (Nymphaea alba), también llamado coberteras, escudete de Europa, golfán blanco, ninfa blanca, rosa del amor, rosa de Venus, aguapé blanco o azucena de agua, es una planta acuática de la familia de las ninfáceas, que habita los cursos de agua tranquilos y los estanques en las regiones templadas de Europa, tolerando incluso aguas contaminadas. Florece entre junio y septiembre y se recolecta en verano y otoño.

## Características
Tiene un rizoma carnoso y horizontal, que se arraiga al fondo del espejo de agua en el que habita. Las hojas flotan, al cabo de largos peciolos; son grandes, cordiformes y bien lobuladas, de textura coriácea y color verde claro. Las flores son solitarias, hermafroditas, con un largo pedúnculo y de coloración blanca a rosada; el cáliz se compone de cuatro sépalos, y la corola de hasta una cincuentena de pétalos gruesos. Los estambres son numerosos, provistos de anteras amarillas. La polinización puede ser autógama o entomógama. El fruto, un aqueno, disemina las semillas por hidrocoria. 2n = 56, 84.
Se distingue del estrechamene emparentado nenúfar blanco boreal, Nymphaea candida JC.Presl 1822 , por el número de cromosomas en las células somáticas (2n = 84). Se conocen dos subespecies, Nymphaea alba subsp. alba, ya descrita por Linneo, y Nymphaea alba subsp. occidentalis

## Distribución
China, India, Rusia, Cadeaso, Marruecos, Argelia, Túnez, suroeste de Asia, Europa. También ha sido introducida en otros países como Chile.

## Leyenda de Cupido y Ninfea
Irritado de los desprecios de la diosa Diana, Cupido tomó un día sus flechas, montó su arco, cogió una de ellas y la apuntó al corazón de Diana. La flecha voló a su blanco, pero no hirió a Diana, quien en un rápido movimiento logró esquivarla. Sin embargo, la flecha atravesó el seno de Ninfea, una de las ninfas de Diana.
Ninfea quedó así enamorada, y su corazón experimentó lo que nunca antes había sentido; un ardor desconocido la consumía. Se debatió entonces entre un deseo ciego y el pudor. Maldijo las leyes austeras, y amargamente se quejó del yugo que le imponía la necesidad. Trató dentro de sí de arrancar la flecha, pero no pudo. Lanzando gemidos y quejas se lanzó a los bosques. «¡Oh, pudor! -exclamó-; tú, el más precioso y más bello adorno de una ninfa sagrada; si mi espíritu es culpable para contigo de un sentimiento vivo que te ofende, mi cuerpo todavía está inocente; que sea suficiente esta víctima para tu cólera excelsa; que esta pura onda me lave de un crimen que concebí para mi pena, y que mi voluntad con horror detesta.» Así dijo, y levantando al cielo sus ojos, anegados de lágrimas, se precipitó a las aguas. Sus compañeras mientras tanto la buscaban. Las dríades finalmente la encontraron. Diana deploró el horrible destino de Ninfea, pero no permitió que su cuerpo se sumergiera. Sobre las ondas del agua, lo hizo flotar, y lo convirtió en la flor que lleva por nombre nenúfar, de una blancura brillante, con un tallo majestuoso de anchas hojas verdes. Desde entonces, las aguas que rodean al nenúfar son tranquilas y calmas. 
Quiso Diana que, puesto que Ninfea había calmado los fuegos de la pasión del hijo de Venus en el frío elemento del agua, así mismo el nenúfar tuviera la propiedad de calmar, y de embotar los sentidos para no entregarse a los ardores de la voluptuosidad.
Desde ese tiempo, las ninfas no temen ya a las flechas de Cupido, pues el humilde nenúfar las protege y les sirve como antídoto a los ataques del Amor.

## Usos
Se le ha atribuido propiedades medicinales como antiafrodisíaco, calmante y Anticolinérgico. Antiguamente se usaba en conventos y seminarios en forma de infusión. Supuestamente puede usarse en ninfomanías y erectismo genital.
Las semillas pueden usarse como sucedáneo del coffea y las flores pueden conservarse en salmuera.
Sin embargo, el cultivo de N. alba es principalmente ornamental; una variedad de color rojo, procedente del lago Fagertärn en Tividen, Suecia, es particularmente popular, aunque su recogida del ámbito silvestre está severamente restringida hoy en día.

## Nombres comunes
Adarga, adarga de río, cobertera, coberteras, cuencos, escudete blanco, escudete de río, escudetes de río, escudillos, flores de escudete, flores nenúfares, flores ninfeos, golfan blanco, golfán, golfán blanco, hierba de escudete, higos de agua, higos del río, higos de río, nenúfar, nenúfar blanco, nenunfar, nimfea blanca, ninfa, ninfa blanca, ninfa de la flor blanca, ninfea, ninfea blanca, ninfea de flor blanca, nínfea, platos, rosa de amor, rosa de Venus, yerba de adarga, yerba de escudete.